# Chambry (Aisne)
Pour les articles homonymes, voir Chambry.
Chambry est une commune française située dans le département de l'Aisne en région culturelle et historique de Picardie, administrative Hauts-de-France. Elle est la banlieue de Laon.

## Géographie

### Localisation
Chambry est un bourg périurbain  de la Plaine de Laon, jouxtant par le nord-est Laon et intégré à son agglomération.
Elle se trouve dans l'aire d'attraction de Laon, ainsi que dans son Unité urbaine, sa zone d'emploi et son bassin de vie
.

### Communes limitrophes
Les communes limitrophes sont Athies-sous-Laon, Barenton-Bugny, Laon et Samoussy.

### Géologie et relief
La superficie de la commune est de 8,89 km2 ; son altitude varie de 67  à   96 mètres.

### Hydrographie
La commune est située dans le bassin Seine-Normandie. Elle est drainée par le ruisseau des Barentons,.
Le ruisseau des Barentons, d'une longueur de 25 km, prend sa source dans la commune de Festieux et se jette  dans la Souche à Barenton-sur-Serre, après avoir traversé dix communes.

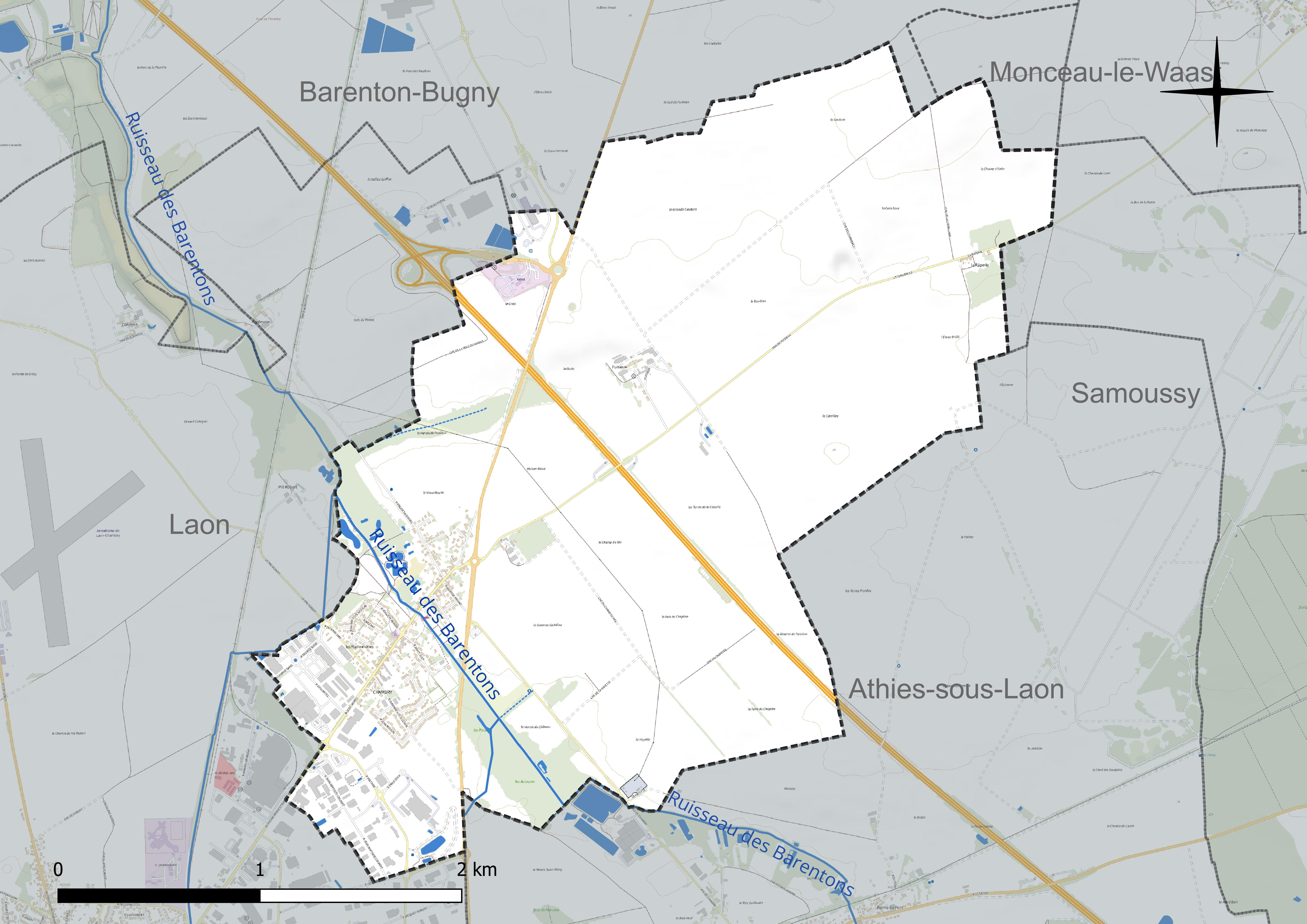
Réseau hydrographique de Chambry.

### Climat
Pour des articles plus généraux, voir Climat des Hauts-de-France et Climat de l'Aisne.
En 2010, le climat de la commune est de type climat océanique dégradé des plaines du Centre et du Nord, selon une étude du CNRS s'appuyant sur une série de données couvrant la période 1971-2000. En 2020, Météo-France publie une typologie des climats de la France métropolitaine dans laquelle la commune est exposée à un climat océanique altéré et est dans la région climatique Nord-est du bassin Parisien, caractérisée par un ensoleillement médiocre, une pluviométrie moyenne régulièrement répartie au cours de l'année et un hiver froid (3 °C).
Pour la période 1971-2000, la température annuelle moyenne est de 10,4 °C, avec  une amplitude thermique annuelle de 15,2 °C. Le cumul annuel moyen de précipitations est de 710 mm, avec 11 jours de précipitations en janvier et 8,8 jours en juillet. Pour la période 1991-2020 la température moyenne annuelle observée sur la station météorologique la plus proche, située sur la commune d'Aulnois-sous-Laon à 4 km à vol d'oiseau, est de 11,0 °C et le cumul annuel moyen de précipitations est de 685,6 mm,. Pour l'avenir, les paramètres climatiques de la commune estimés pour 2050 selon différents scénarios d'émission de gaz à effet de serre sont consultables sur un site dédié publié par Météo-France en novembre 2022.

## Urbanisme

### Typologie
Au 1er janvier 2024, Chambry est catégorisée ceinture urbaine, selon la nouvelle grille communale de densité à 7 niveaux définie par l'Insee en 2022.
Elle appartient à l'unité urbaine de Laon, une agglomération intra-départementale dont elle est une commune de la banlieue,.
Par ailleurs la commune fait partie de l'aire d'attraction de Laon, dont elle est une commune de la couronne,. Cette aire, qui regroupe 106 communes, est catégorisée dans les aires de 50 000 à moins de 200 000 habitants,.

### Occupation des sols

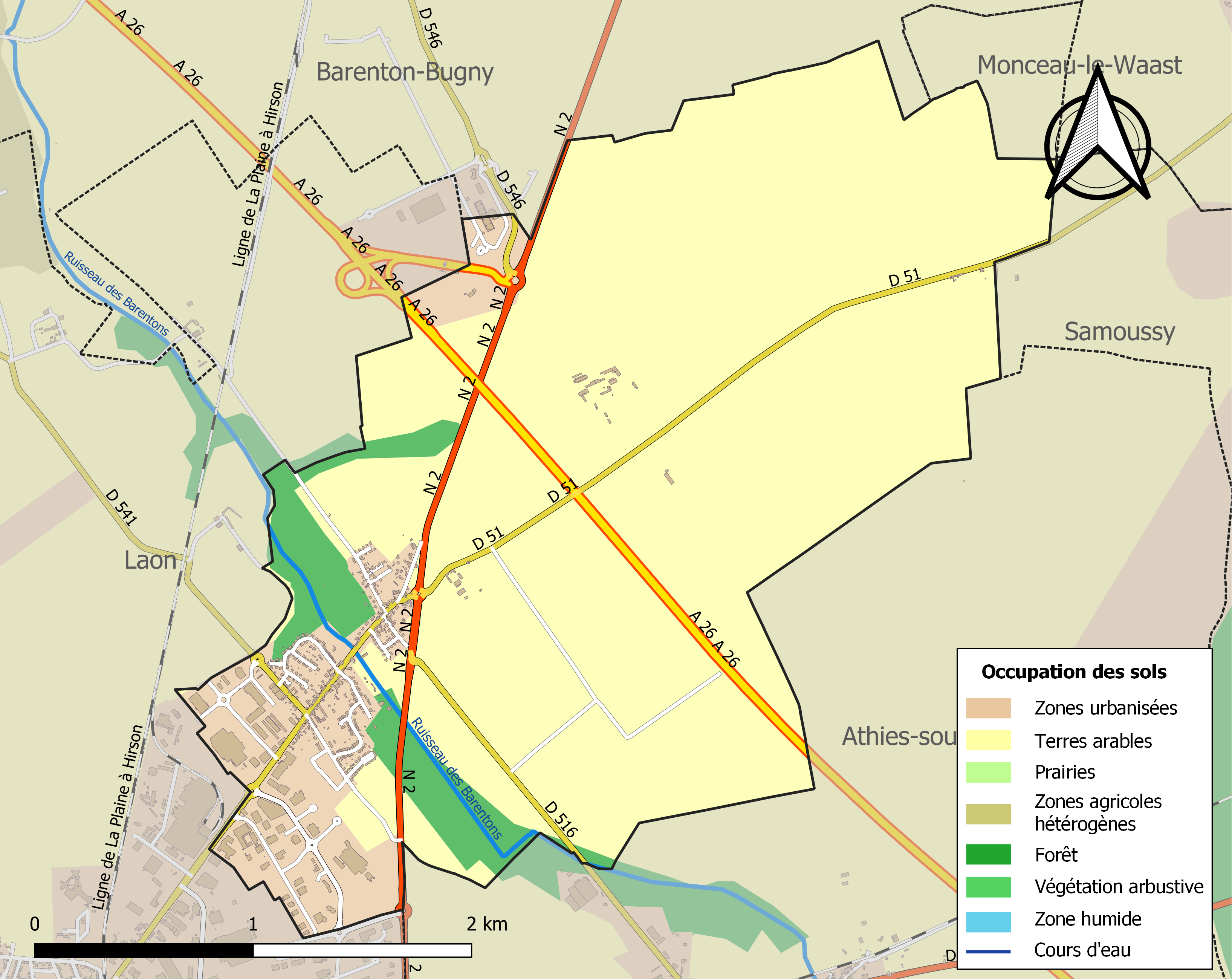
Carte des infrastructures et de l'occupation des sols de la commune en 2018 (CLC).

L'occupation des sols de la commune, telle qu'elle ressort de la base de données européenne d'occupation biophysique des sols Corine Land Cover (CLC), est marquée par l'importance des territoires agricoles (82 % en 2018), en diminution par rapport à 1990 (89,3 %).
La répartition détaillée en 2018 est la suivante : terres arables (82 %), zones industrielles ou commerciales et réseaux de communication (7,9 %), forêts (5,6 %), zones urbanisées (4,5 %).
L'évolution de l'occupation des sols de la commune et de ses infrastructures peut être observée sur les différentes représentations cartographiques du territoire : la carte de Cassini (XVIIIe siècle), la carte d'état-major (1820-1866) et les cartes ou photos aériennes de l'IGN pour la période actuelle (1950 à aujourd'hui).

### Habitat et logement
En 2021, le nombre total de logements dans la commune était de 388, alors qu'il était de 380 en 2016 et de 319 en 2011.
Parmi ces logements, 95,1 % étaient des résidences principales et 4,9 % des logements vacants. Ces logements étaient pour 97,2 % d'entre eux des maisons individuelles et pour 2,3 % des appartements.
Le tableau ci-dessous présente la typologie des logements à Chambry en 2021 en comparaison avec celle de l'Aisne et de la France entière. Une caractéristique marquante du parc de logements est ainsi l'absence de résidences secondaires et logements occasionnels, à comparer avec la proportion départementale (3,4 %) et nationale (9,7 %).
| Typologie                                               | Chambry | Aisne | France entière |
| ------------------------------------------------------- | ------- | ----- | -------------- |
| Résidences principales (en %)                           | 95,1    | 86,7  | 82,2           |
| Résidences secondaires et logements occasionnels (en %) | 0       | 3,4   | 9,7            |
| Logements vacants (en %)                                | 4,9     | 9,9   | 8,1            |

### Voies de communication et transports
Chambry est desservie par la route nationale 2 et traversée par l'autoroute A26. Une sortie relie les deux infrastructures de transport.
Le territoire communal est tengenté à l'ouest par la ligne de La Plaine à Hirson et Anor, mais la station de chemin de fer la plus proche est la gare de Laon, desservie par des trains TER Hauts-de-France et Grand Est, sur les relations de : Reims à Laon, avec correspondance pour Amiens (voire Calais-Ville en été) ; de Laon à Hirson ou Aulnoye-Aymeries ; de Laon à Paris-Nord.

## Toponymie

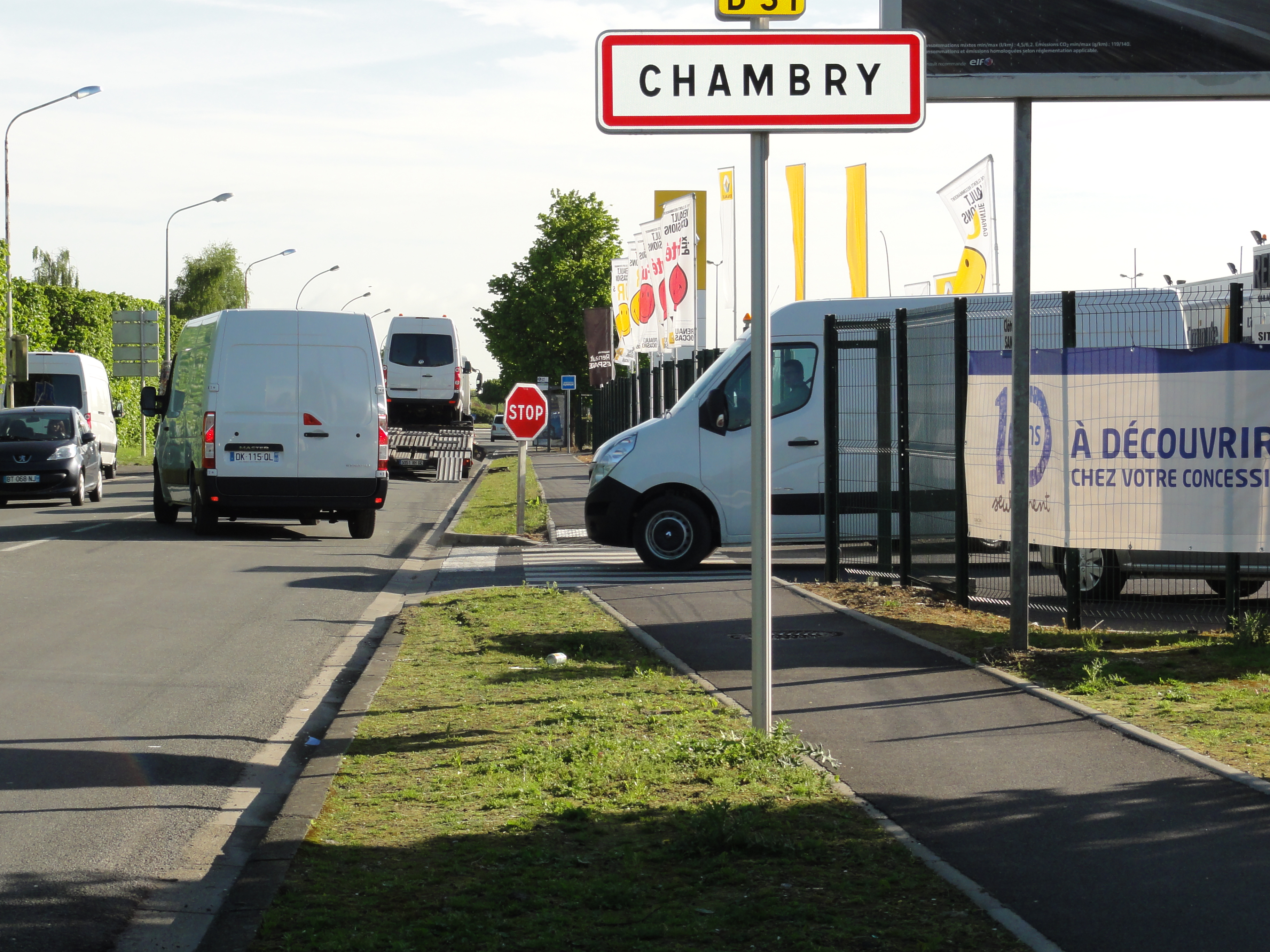

Le nom de la localité est attesté sous les formes Chaumeri (1144) ; Chameriacum (1214) ; Chaumeriacum (1262) ; Chaumery (1389) ; Champmery (1495) ; Chammery (1496) ; Chamery (1497).

## Histoire

### Révolution française et Empire
En 1792, la ferme de Puisieux, qui avait été auparavant le chef-lieu d'une commanderie et formant une commune indépendante dénommée Puisieux, est absorbé par Chambry par arrêté du Directoire du 16 août 1792.

### Époque contemporaine

#### Première Guerre mondiale
Un aérodrome militaire est aménagé par les Allemands et utilisé de mai 1917 à septembre 1918. Il est équipé de seize tentes pour avions de fin juillet au 1er août 1918, de 26 tentes fin août puis d'une seule mi-septembre.
En  février 1936 est décidée la création de la plate-forme d'opérations de Laon - Chambry, plus à l'ouest que le terrain d'aviation de 1914-1918 et situé sur le territoire de la commune de Laon,.

### Seconde Guerre mondiale
Au début de la Seconde Guerre mondiale, lors de la bataille de France, en 1940, la commune est défendue pendant une journée par le 4e bataillon de chasseurs portés et le 10e régiments de cuirassiers de la 4e division cuirassée du colonel Charles de Gaulle, face à la 25e division d'infanterie allemande qui progresse sur le flanc des Panzerdivisions,.

## Politique et administration

### Rattachements administratifs et électoraux

#### Rattachements administratifs
La commune se trouve dans l'arrondissement de Laon du département de l'Aisne.
Elle faisait partie de 1801 à 1973 du canton de Laon, année où celui-ci est scindé et la commune rattachée au canton de Laon-Nord. Dans le cadre du redécoupage cantonal de 2014 en France, cette circonscription administrative territoriale a disparu, et le canton n'est plus qu'une circonscription électorale.

#### Rattachements électoraux
Pour les élections départementales, la commune fait partie depuis 2014 du canton de Laon-1.
Pour l'élection des députés, elle fait partie de la première circonscription de l'Aisne depuis le dernier découpage électoral de 2010.

### Intercommunalité
Chambry  est membre de la communauté d'agglomération du Pays de Laon, un établissement public de coopération intercommunale (EPCI) à fiscalité propre créé en décembre 1992 sous le statut de communauté de communes et transformée en communauté d'agglomération en 2014.
La commune lui a transféré un certain nombre de ses compétences, dans les conditions déterminées par le code général des collectivités territoriales.

### Liste des maires
| Période                                  | Période        | Identité          | Étiquette    | Qualité |
| ---------------------------------------- | -------------- | ----------------- | ------------ | --- |
| Les données manquantes sont à compléter. |                |                   |              | |
|                                          | avant 1898     | Émile Henri Bazin |              | Entrepreneur |
| Les données manquantes sont à compléter. |                |                   |              | |
| mars 1959                                | mars 2001      | Gérard Mathieu,   | PCF puis DVG | Professeur d'histoire-géographie Vice-président de la CA du Pays de Laon[Quand ?] Président du SI de traitement des ordures ménagères (1977 → 1995) |
| mars 2001                                | septembre 2024 | Olivier Josseaux, | PCF          | Retraité Vice-président de la CA du Pays de Laon (2014 → ) Démissionnaire                                                                           |
| décembre 2024                            | En cours       | Sylviane Lefebvre |              | |

## Équipements et services publics

### Enseignement
Les enfants de la commune sont scolarisés avec ceux d'Aulnois-sous-Laon et de Besny-et-Loizy dans le cadre d'un regroupement pédagogique intercommunal (RPI). L'école de Chambry accueille les élèves de maternelle et de CP/CE1.
Ils poursuivent leurs études au collège Lenain de Laon.

### Équipements culturels
La médiathèque Charlie-Chaplin est implantée à Chambry.

## Population et société

### Démographie
L'évolution du nombre d'habitants est connue à travers les recensements de la population effectués dans la commune depuis 1793. Pour les communes de moins de 10 000 habitants, une enquête de recensement portant sur toute la population est réalisée tous les cinq ans, les populations de référence des années intermédiaires étant quant à elles estimées par interpolation ou extrapolation. Pour la commune, le premier recensement exhaustif entrant dans le cadre du nouveau dispositif a été réalisé en 2005.

En 2022, la commune comptait 831 habitants, en évolution de −1,07 % par rapport à 2016 (Aisne : −1,97 %, France hors Mayotte : +2,11 %).
| 1793 | 1800 | 1806 | 1821 | 1831 | 1836 | 1841 | 1846 | 1851 |
| ---- | ---- | ---- | ---- | ---- | ---- | ---- | ---- | ---- |
| 137  | 124  | 162  | 187  | 243  | 259  | 260  | 257  | 275  |

| 1856 | 1861 | 1866 | 1872 | 1876 | 1881 | 1886 | 1891 | 1896 |
| ---- | ---- | ---- | ---- | ---- | ---- | ---- | ---- | ---- |
| 265  | 268  | 284  | 306  | 345  | 307  | 341  | 366  | 345  |

| 1901 | 1906 | 1911 | 1921 | 1926 | 1931 | 1936 | 1946 | 1954 |
| ---- | ---- | ---- | ---- | ---- | ---- | ---- | ---- | ---- |
| 342  | 364  | 378  | 364  | 403  | 427  | 430  | 420  | 397  |

| 1962 | 1968 | 1975 | 1982 | 1990 | 1999 | 2005 | 2006 | 2010 |
| ---- | ---- | ---- | ---- | ---- | ---- | ---- | ---- | ---- |
| 415  | 406  | 534  | 749  | 709  | 785  | 781  | 760  | 718  |

| 2015 | 2020 | 2022 | - | - | - | - | - | - |
| ---- | ---- | ---- | - | - | - | - | - | - |
| 831  | 834  | 831  | - | - | - | - | - | - |

## Économie
Chambry comprend une zone commerciale importante se poursuivant sur Laon.

## Culture locale et patrimoine

### Lieux et monuments
- Église Saint-Éloi du XIIIe siècle.
- Monument aux morts sur la place de la Mairie, commémorant dix morts de la guerre 1914-1918 et un mort de la guerre d'Algérie.

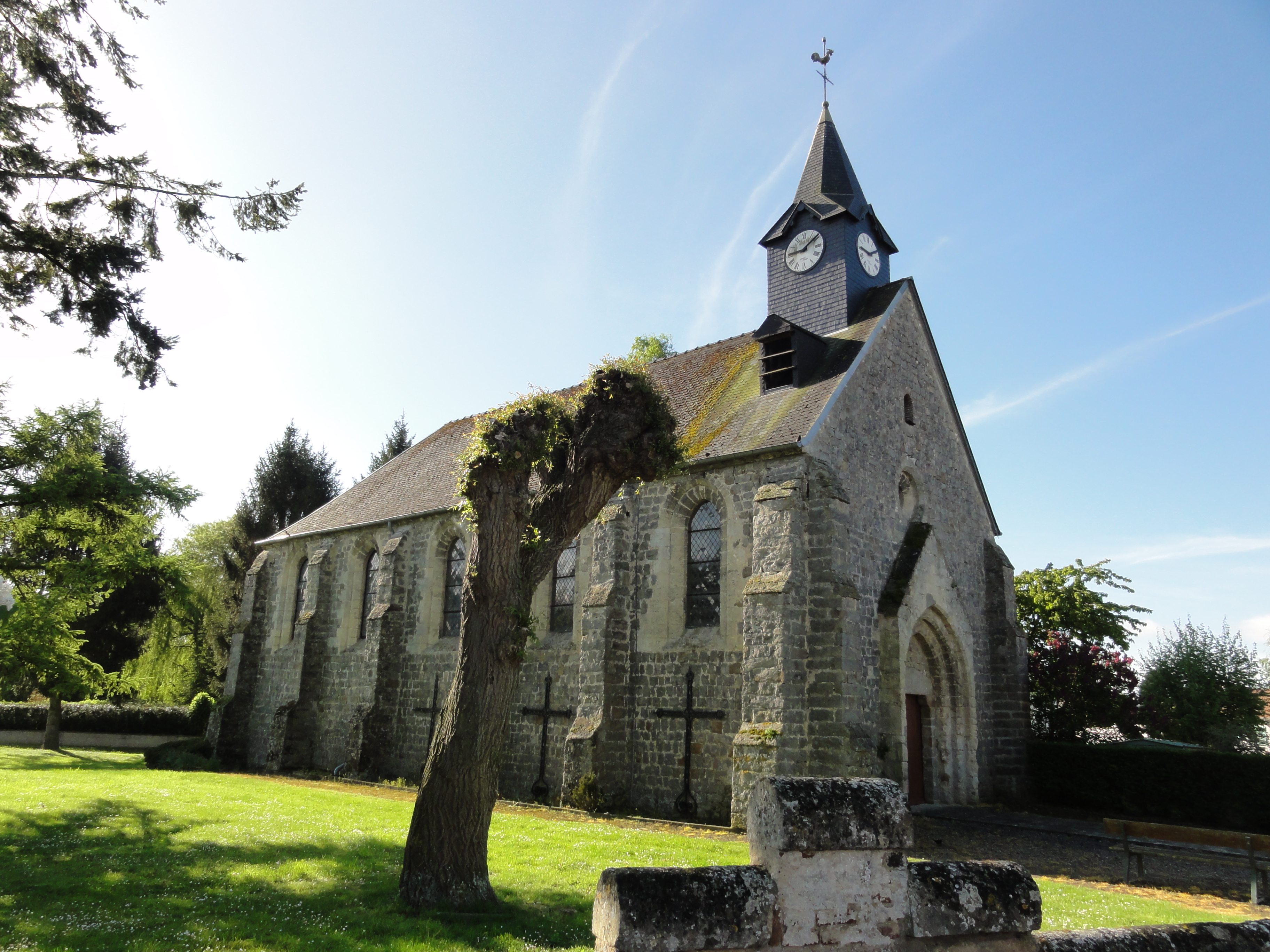
L'église Saint-Éloi.

### Héraldique
| Blason de Chambry | Blason  | Échiqueté d'argent et d'azur ; à l'écusson de gueules en cœur. |
| Blason de Chambry | Détails | Blason adopté par la municipalité |
| Blason de Chambry | Alias   | Échiqueté d'argent et d'azur, à l'écusson de gueules posé en abîme et à la bordure de sable. Blason porté jusque dans les années 1990 par la commune et utilisé par la famille de Flavigny-Chambry. |

## Pour approfondir